# Volckmar Frobenius
Volckmar Frobenius (auch Volgmarus Frobenius; * um 1490 in Großhettstedt; † um 1551/52 in Stadtilm) war Reformator von Stadtilm bei Erfurt.

## Leben
Bereits 1516 wurde er als Pleban (= katholischer Gemeindepfarrer) in Großhettstedt in Thüringen genannt. Er wurde später Propst (Prior) des Zisterzienserklosters Stadtilm im Fürstentum Schwarzburg-Rudolstadt. Während der Wirren der Reformation blieb er zunächst offiziell katholisch, stellte sich aber auf die Seite der rebellierenden Bauern. Als rund 5000 bis 8000 aufständische Bauern vor Stadtilm lagerten, öffnete ihnen die Stadt die Stadttore und sie wurden vom Zisterzienserkloster unter dem Prior Frobenius verköstigt. Wenige Jahre später verließ Frobenius das Kloster, blieb aber in der Stadt wohnen und versah den Predigtdienst („der letzte Prior des dortigen Klosters, Froben, wurde Pfarrer“, s. Sigismund 1862, S. 183). Er heiratete eine jüdische Konvertitin, die 1530 in Ichtershausen, mit Martin Luther als Taufpaten, auf den Namen „Christine“ getauft worden war.
1533 erklärte er sich offen für die Reformation und war seither der erste evangelischer Pfarrer der Stadt. Im selben Jahr wurde das Kloster aufgelöst, das Stift Ilm blieb aber zur Finanzierung von Studenten und der Pfarrei erhalten. Zunächst amtierte er als Pfarrer in Großhettstedt und wurde 1543 als erster lutherischer Pfarrer in Stadtilm eingeführt. Seine Söhne schickte er schon sehr früh nach Wittenberg, was er in Luthers Sinne aus dem Stiftskapital des Stiftes Ilm finanzierte (1541 und 1542, im Alter von wohl nur etwas über 10 Jahren, wie es damals üblich war) sowie aus der Stiftung des Bürgers Johann Holtheuer von Stadtilm; mindestens einen weiteren Sohn finanzierte er aus einer Feuchtwangener Stiftung, da die Familie offenbar Beziehungen ins brandenburgisch-ansbachische Gebiet (Franken) hatte. Als Pfarrer von Großhettstedt erhielt er selbst Einnahmen aus der Stiftskasse des Stiftes Ilm (1547/48 5 florin, 1548/49 erneut 5 florin, 1552/53 erneut).

## Familie
Er war Vorfahr der weitverzweigten thüringischen und fränkischen Beamten- und Gelehrtenfamilie Frobenius. Nach einer Überlieferung war er ein jüngerer Bruder des bekannten Basler Buchdruckers und Verlegers Johannes Frobenius aus Hammelburg in Franken (so z. B. die Allgemeine Deutsche Biographie, Bd. 8, 1878, S. 126, im Artikel über seinen Enkel, den gelehrten Buchhändler und Verleger Georg Ludwig Frobenius in Hamburg; in der ersten Frobenius-Chronik von 1709 ist diese Aussage aber noch als Vermutung erkennbar, wo er Bruder oder Bruderssohn des Basler Verlegers genannt wird, und in der zweiten Chronik von 1742 heißt es, S. 79: „kann gar wohl sein, dass der Volckmar Frobenius des Johannes Frobenius leiblicher Bruder gewesen ist“). Zwei seiner Söhne wurden Pfarrer, die anderen vier Rechtsgelehrte, die meisten davon in Franken.